# Cerapus bundegi
Cerapus bundegi is een vlokreeftensoort uit de familie van de Ischyroceridae. De wetenschappelijke naam van de soort is voor het eerst geldig gepubliceerd in 2005 door Lowry & Berents.